# Vals (Autriche)
Pour les articles homonymes, voir Vals.
Vals est une commune autrichienne du district d'Innsbruck-Land dans le Tyrol.